# Voie verte Mauron Questembert
La voie verte Mauron Questembert est une piste bitumée ouverte à la promenade à pied, à vélo, roller ou trottinette, située en  Morbihan.

## Histoire
La voie verte Mauron Questembert est aménagée sur le tracé de l'ancienne voie de chemin de fer allant de Questembert à Ploërmel et, de Ploërmel à Mauron, sur une partie de la ligne de Ploërmel à La Brohinière.
Le projet de Voie verte trouve son origine dans le souhait du conseil général du Morbihan de reprendre le tracé de l’ancienne voie ferrée de la ligne de Questembert à Ploërmel pour la transformer en voie routière. Ce projet ne voit pas le jour mais l'épilogue de la vocation ferroviaire de la ligne de Questembert à Ploërmel se précise le 17 août 1993, par la demande de procédure de déclassement effectuée par le Conseil général. Le 17 octobre 1994 un décret ministériel retranche la ligne du réseau ferré national et la déclasse. Les élus des communes traversées, craignant le morcellement de la plateforme, font le souhait d'un rachat de la ligne par le département. Ce vœu est exaucé, avec l'acceptation, en 1994 par la SNCF de l'offre de rachat.
Le Conseil général du Morbihan fait alors exécuter d'importants travaux. La voie et les installations sont déposées. Le site est transformé en une Voie verte. Cet aménagement suppose 100 % du parcours en site propre, non partagé avec les véhicules à moteur. Il permet une utilisation sécurisée par les piétons, les cyclistes et les personnes à mobilité réduite, mais aussi par les adeptes de trottinette ou de roller-skate. Le coût global de cette transformation est de l'ordre de 3 millions d'euros.
Le 29 juin 2002 la Voie verte Mauron Questembert, constituée  de 33 km de l'ancienne ligne de Questembert à Ploërmel, auxquels s'ajoutent 20 km d'un tronçon de la ligne de Ploërmel à La Brohinière allant de la gare de Mauron à celle de Ploërmel, est officiellement ouverte au loisir, et au tourisme.

## Description

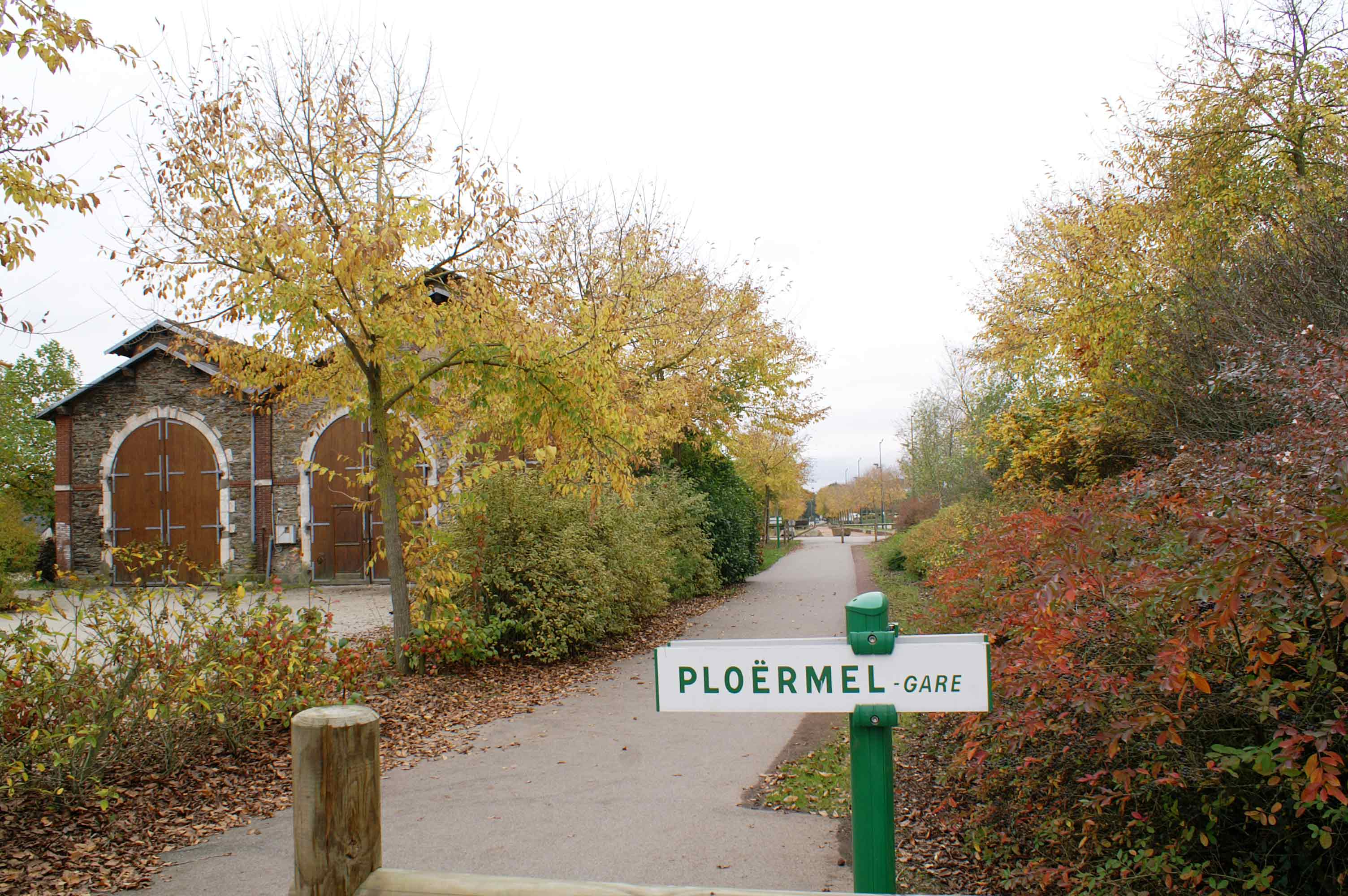
La voie verte passant à la gare de Ploërmel

Propriété du Conseil général du Morbihan, et d’une longueur totale de 53 km, la voie verte relie Mauron à Questembert. Elle peut se partager en trois sections, du nord au sud : de Questembert à Malestroit, puis de Malestroit à Ploërmel, puis de Ploërmel à Mauron.

### De Questembert à Malestroit
Ce premier tronçon est d’une longueur totale de 19 km. Il part du lieu-dit « Bel-air », où est située la borne kilométrique « zéro ».

### De Malestroit à Ploërmel
Ce second tronçon est d’une longueur totale de 15 km. Il arrive au Relai rando de Ploërmel.

### De Ploërmel à Mauron
Ce troisième tronçon est d’une longueur totale de 19 km. Il est également emprunté par les randonneurs.
Il s’arrête à une fin provisoire au lieu-dit « la Ville es Zalos », à l’entrée de Mauron.
Une liaison cyclable est organisée jusqu’au centre-ville de Mauron, et une autre va jusqu’à l’église de Saint-Léry.

### Extension prévue
La voie Verte Mauron Questembert doit être prolongée en direction de Saint-Malo. À terme, elle ne sera que le tronçon d’un itinéraire beaucoup plus important reliant la Manche au golfe du Morbihan.

## Iconographie

La voie verte
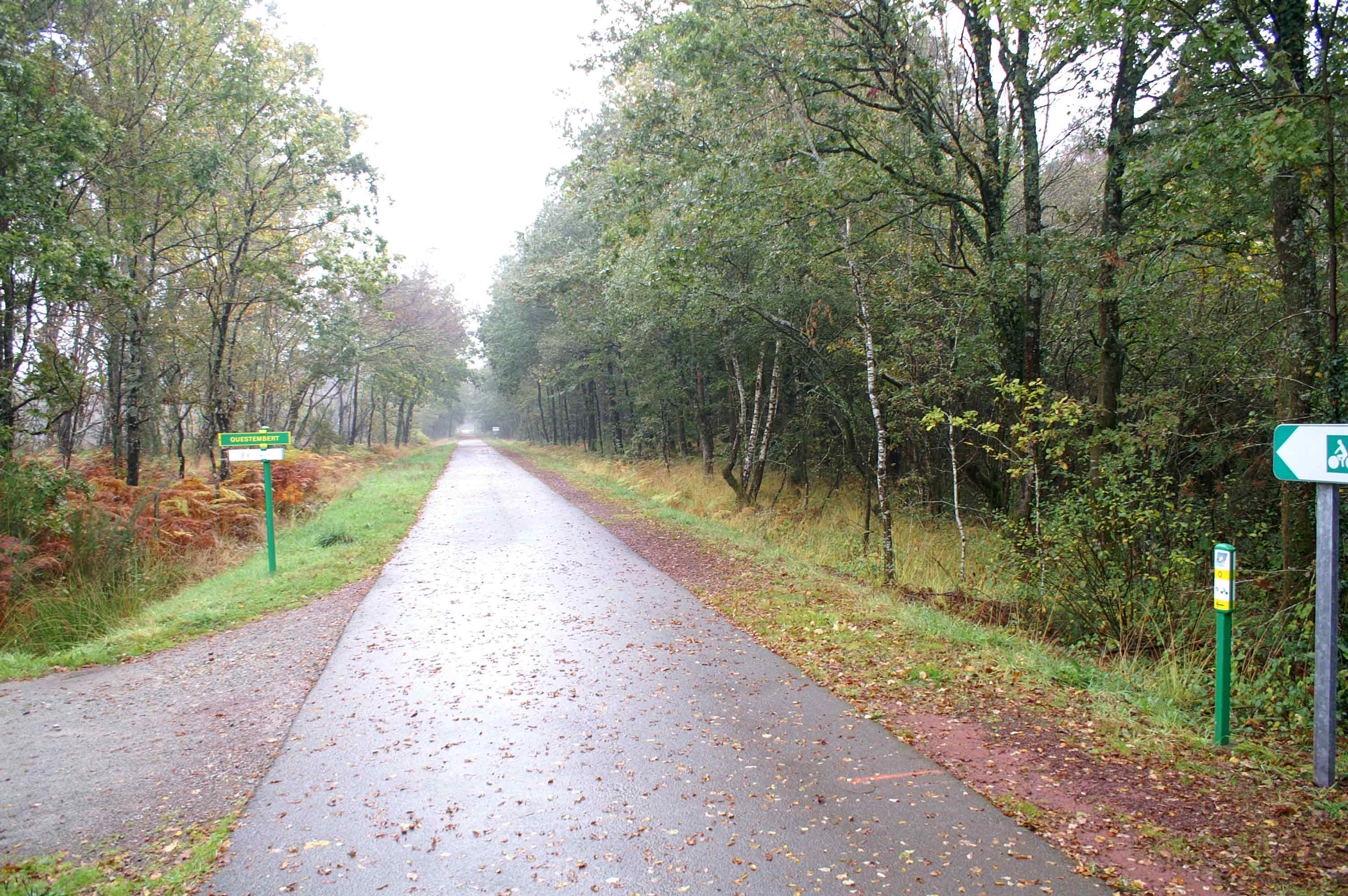
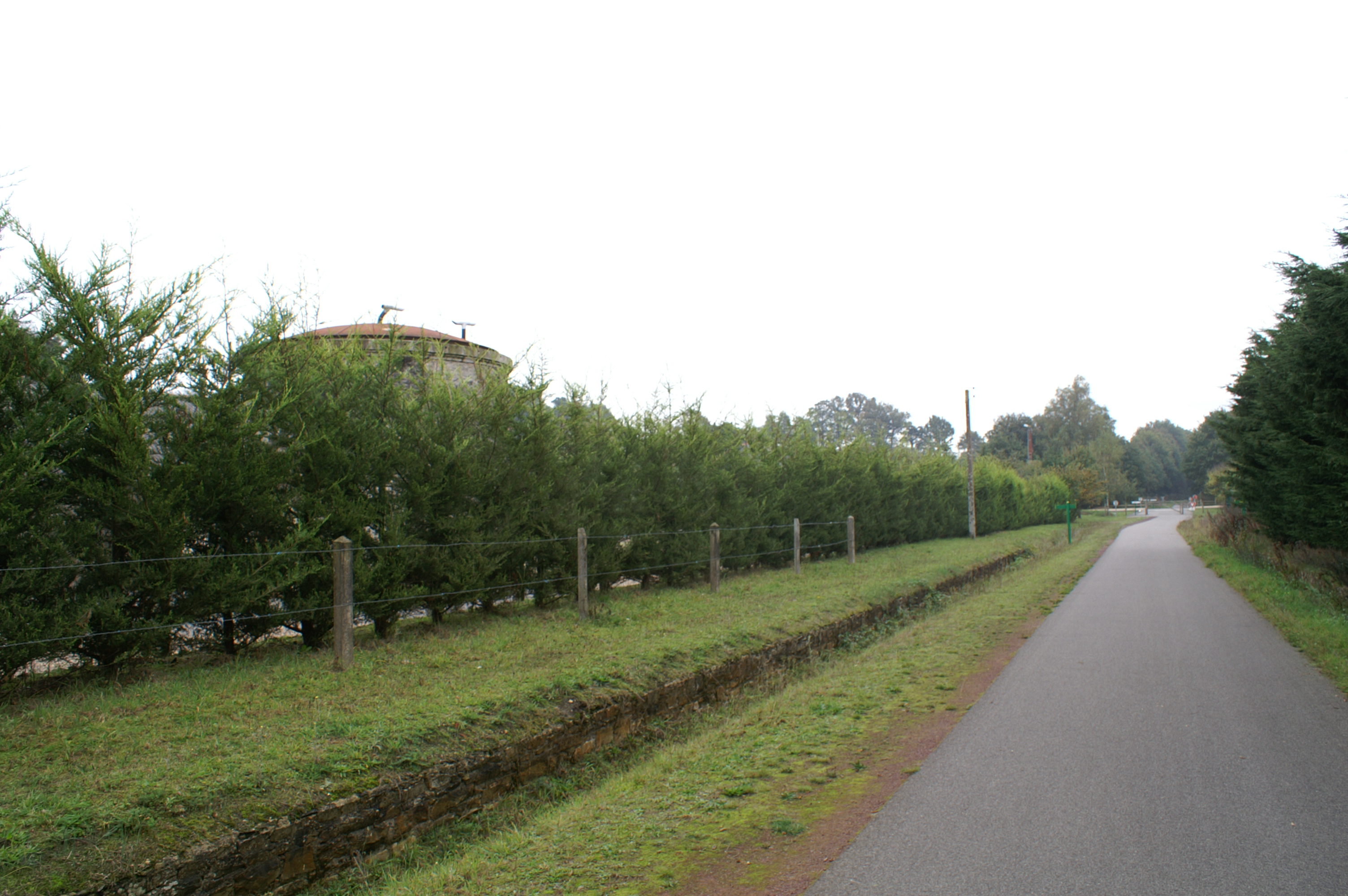